# Las Vegas Metropolitan Police Department
Das Las Vegas Metropolitan Police Department (LVMPD) ist die Polizeibehörde von Las Vegas, der größten Stadt Nevadas. Das Department untersteht dem Sheriff von Clark County, der alle vier Jahre neu gewählt wird. Der Sheriff ist der einzig gewählte, leitende Vollzugsbeamte innerhalb des Bezirks, dementsprechend steht die Behörde nicht unter der direkten Kontrolle der Stadt, des Countys oder des Staates Nevada. Das Las Vegas Metropolitan Police Department ist die größte Polizeibehörde in Nevada und eine der größten innerhalb der USA.
Das Motto des LVMPDs lautet: „Partners With the Community“

## Geschichte
Am 1. Juli 1973 wurden das Las Vegas Police Department und das Clark County Sheriff Department zusammengeführt, sodass das heute existierende Las Vegas Metropolitan Police Department entstand. Der Grund dafür war, dass beide Behörden mit einem Problem zu kämpfen hatten, denn, in den frühen 1970ern geschah es nicht selten, dass in der Metropole lebende Menschen die falsche Dienststelle anriefen. Bei einem fortschreitenden Verbrechen konnte das zu einer Zeitverzögerung der Ankunft von Polizeibeamten führen. So zirkulierte die Idee, beide Departments zu einem zu machen. 1973 schließlich konnte diese umgesetzt werden und fortan leitete der Sheriff die Behörde.

## Organisation

### Police
Diese Polizeidienstgrade sind im ganzen Department zuständig.
- Police Officer: 2263
- Police Sergeant: 281
- Police Lieutenant: 74
- Police Captain: 22

### Corrections
Es gibt deutlich weniger Strafvollzugsbeamte, sog. Corrections, als gewöhnliche Polizeibeamten. Corrections sind für den Betrieb, die Überwachung und Leitung des Clark County Detention Centers zuständig.
- Corrections Officer: 690
- Corrections Sergeant: 66
- Corrections Lieutenant: 19
- Corrections Captain: 6

Das LVMPD verfügt über mehr als 5000 Mitarbeiter, davon sind über 2600 gewöhnliche Police Officer. Weiterhin verfügt es über 8 Reviere, 3 Gefängnisse, ein Flugzeug, mehr als 2000 Autos, über 260 Motorräder, 7 Helikopter, 3 Boote, 42 Hunde und 12 Pferde.
Innerhalb des Departments existiert zudem eine Anzahl an Detectives, die in verschiedenen Zuständigkeitsbereichen tätig sind: Der Homicide Section, dem Gang Crimes Bureau, der Internet Crimes Against Children Task Force Unit (ICAC) sowie der Sexual Assault Unit.

## Ränge
Beim LVMPD existieren folgende Ränge:
| Titel             | Abzeichen      |
| ----------------- | -------------- |
| Sheriff           |                |
| Undersheriff      |                |
| Assistant Sheriff |                |
| Deputy Chief      |                |
| Captain           |                |
| Lieutenant        |                |
| Sergeant          |                |
| Police Officer II | Kein Abzeichen |
| Police Officer I  | Kein Abzeichen |

## Clark County Detention Center

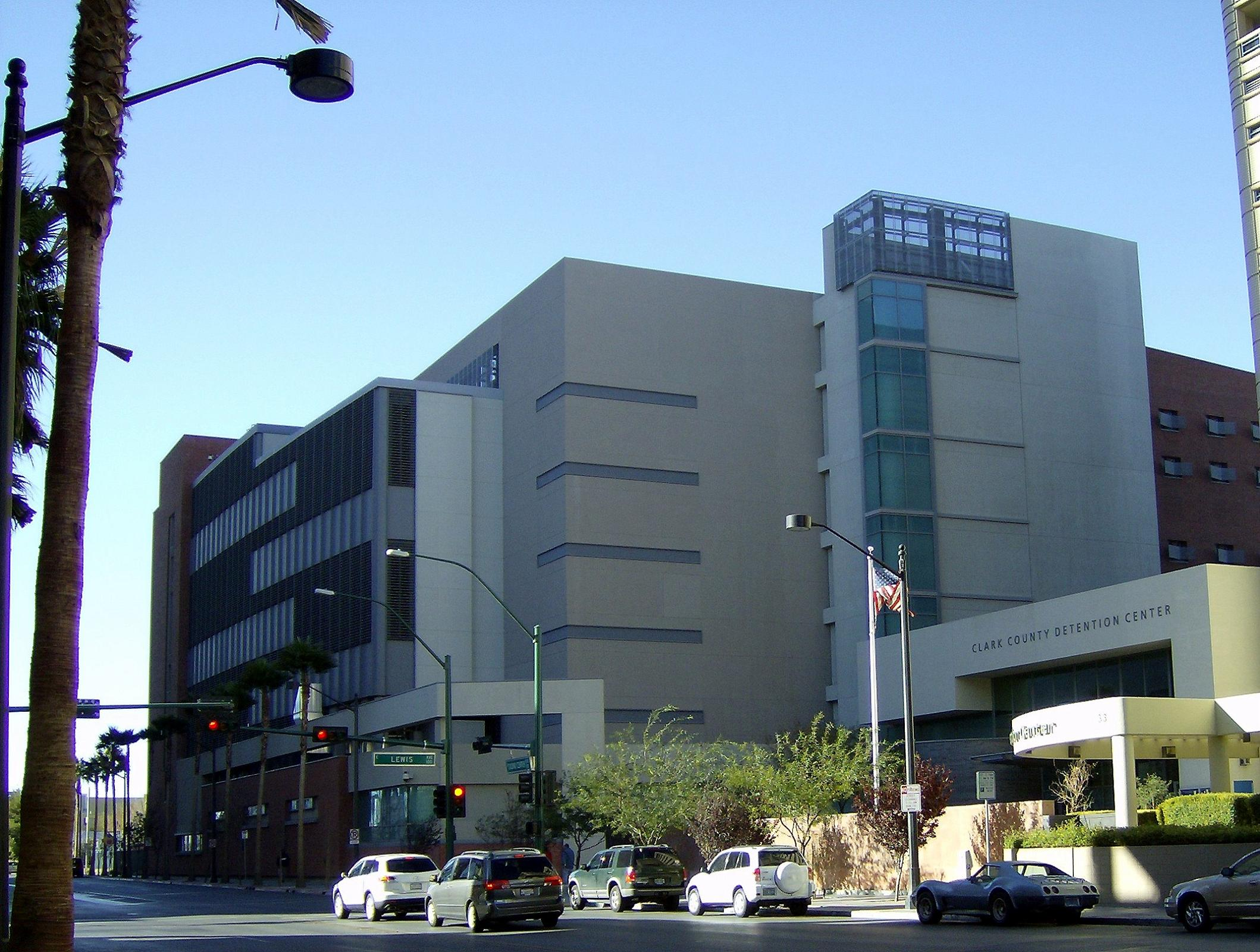
Das Clark County Detention Center

Das Clark County Detention Center oder auch Clark County Jail genannt ist eine Haftanstalt innerhalb Las Vegas. Die Haftanstalt ist keine Haftvollzugsanstalt, sondern beherbergt lediglich Insassen, die sich in Untersuchungshaft befinden. Jeder mutmaßliche Straftäter, der vom Las Vegas Metropolitan Police Department festgenommen wird, wird in diesem Gefängnis vorübergehend inhaftiert. Das Clark County Jail ist das Zuhause von über 3000 mutmaßlichen Straftätern, die auf ihre Gerichtsverhandlung warten. Jeden Tag werden im Durchschnitt 290 weitere eingeliefert.

## Spezialeinheiten des LVMPDs
- SWAT

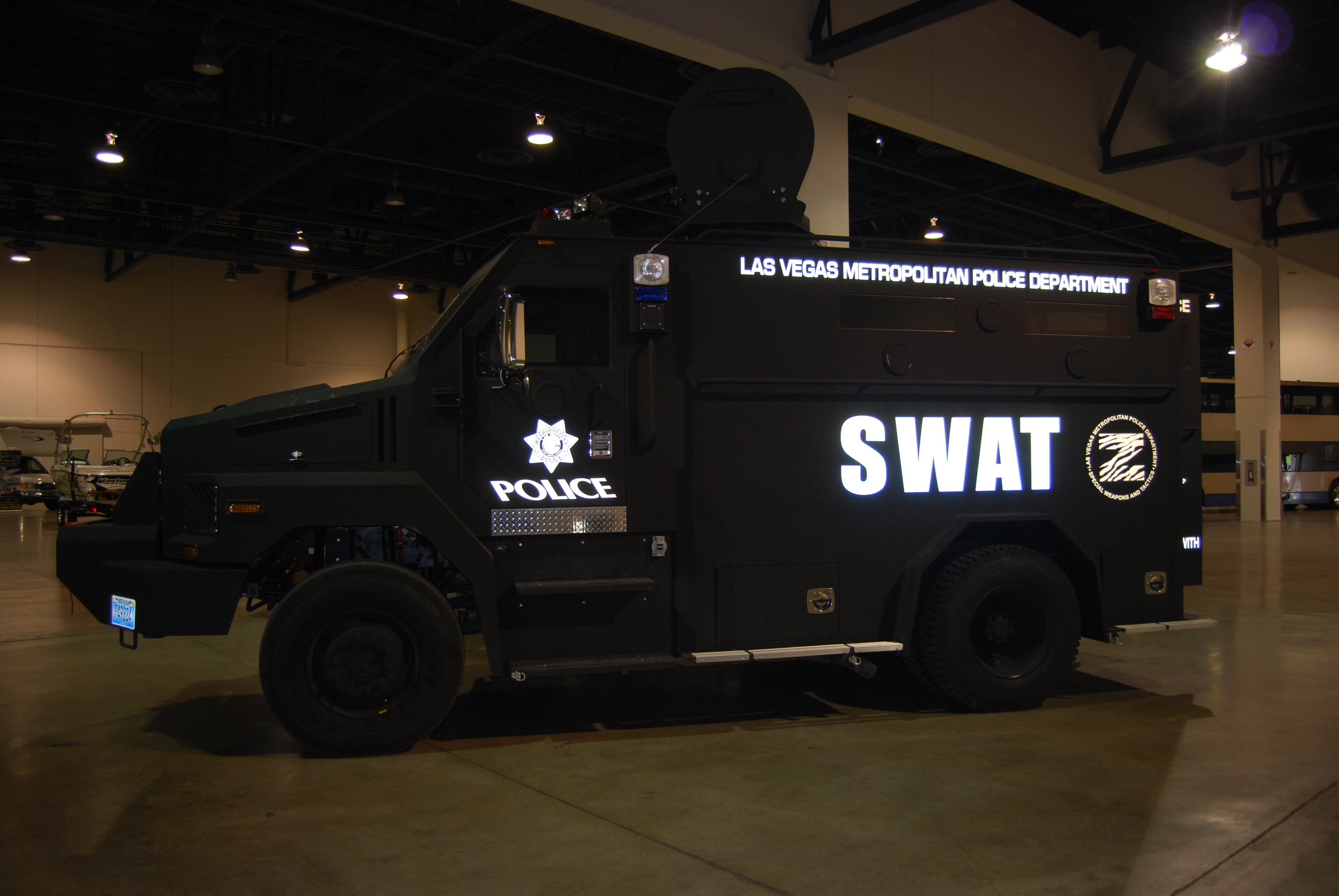
Ein Einsatzwagen des SWAT in Las Vegas

Das SWAT (Special Weapons and Tactics) ist eine Polizeieinheit die für polizeiliche Sonderlagen ausgebildet ist und auch ein Team in Las Vegas hat. Das Team besteht aus 40 Mann und ist eines der wenigen in den USA, das Vollzeit arbeitet. Sehr oft werden sie als Zebraeinheit bezeichnet, was damit zusammenhängt, dass die Positionen der Mitglieder mit Zebra bezeichnet werden. So sind die mit der höchsten Position Zebra 1 und die mit der Niedrigsten Zebra 37. Das SWAT ist unter anderem für den Gebrauch von weniger tödlichen Waffen ausgebildet. Pro Jahr wird es im Durchschnitt zu 55 Geiselnahmen gerufen und führt in etwa 365 hochriskante Hausdurchsuchungen oder Haftbefehle durch. Des Weiteren gibt es auch Schulungen für gewöhnliche Polizeibeamte.
- K-9-Staffel

Die K-9 ist eine Hundestaffel. Die Unit in Las Vegas verfügt derzeit über 42 Hunde. Diese Hunde nutzen ihren Geruchssinn, um Spuren zu ermitteln. 21 der Tiere sind darauf spezialisiert, menschlichen Geruch zu finden. 7 davon sind deutsche Schäferhunde, 13 Malinois und einer ein niederländischer Shepard. 9 weitere Hunde der Staffel sind darauf trainiert, Marihuana, Kokain, Methamphetamin und Heroin zu erriechen (hier werden hauptsächlich Jagdrassen verwendet). 6 Hunde können diverse Arten von Sprengstoff ausfindig machen. Es gibt noch 6 Hunde mehr, die die K-9 von Las Vegas besitzt. 5 davon gehören dem Interdiction Team für Rauschgift an und ein schwarzer Labrador der Resident Section in Laughlin.

## Waffen
Das Schusswaffentraining für Beamte der Polizei von Las Vegas findet bei der LVMPD John T Moran Tactical Firearms Training Facility statt, welche sich nah der Nellis Air Force Base befindet, einem der größten Luftwaffenstützpunkte der United States Air Force, ca. 13 Kilometer nordöstlich von Las Vegas. Die Trainingsanlage ist nach John T Moran benannt, der der zweite Sheriff des Las Vegas Metropolitan Police Department war. Die Anlage wird auch von zahlreichen weitern lokalen, staatlichen und bundesstaatlichen Polizeibehörden verwendet. Während ihres Aufenthaltes in der Akademie erhalten Polizeineulinge hier mehrere Wochen Schusswaffentraining. Später müssen auch alle ausgebildeten Polizeibeamten vier Mal im Jahr an Umschulungen teilnehmen, das gilt für alle Schusswaffen. Das Spektrum der Modelle von Handfeuerwaffen, die die Behörde verwendet, ist groß. Häufig benutzt werden aktuelle Modelle der Glock oder verschiedene Handfeuerwaffen des Herstellers Smith & Wesson.

## Im Dienst verstorbene Polizisten
| Name                                      | Datum             | gestorben |
| ----------------------------------------- | ----------------- | --- |
| Motorcycle Officer James Rogan            | 22. Februar 1978  | Wurde während einer Verkehrskontrolle von einem Zivilisten erschossen, den er zuvor angehalten hatte. |
| Correctional Officer James Harbin         | 18. März 1979     | Der Correctional Officer geriet auf dem Weg zur Arbeit zufällig in einen Ladenüberfall. Die Täter erschossen ihn, weil sie fälschlicherweise annahmen, Harbin sei ein Police Officer. |
| Officer Clark Wooldridge                  | 12. August 1979   | Starb, als er auf dem Weg zu einem Einsatzort mit einem weiteren Auto kollidierte. Sein Streifenwagen überschlug sich dabei und ging in Flammen auf. Er konnte zwar lebend aus seinem Fahrzeug geborgen werden, erlag allerdings zwei Tage später im Krankenhaus seinen Verletzungen. |
| Motorcycle Officer Marc Kahre             | 11. Oktober 1988  | Als er auf Patrouille einen Gesuchten entdeckte, erstattete er über Funk Meldung und folgte ihm. Kurz darauf begann der Verdächtige auf Kahre zu schießen, der tödlich getroffen wurde. Eine weitere Streife, die kurz darauf am Tatort ankam, verfolgte den Verdächtigen, der die Flucht mit seinem Fahrzeug aufgenommen hatte. Die Streife rammte das Fahrzeug des Flüchtigen und kurz darauf beging dieser Suizid. |
| Officer Donald Weese                      | 23. Oktober 1992  | Weese befand sich mit einem Auszubildenden auf Streife, als er zu einem polizeibeteiligten Schusswechsel gerufen wurde. In einer Kreuzung kollidierte er mit einem weiteren Auto, das ihn nicht sah und wurde darauf in eine Ampel geschleudert. Weese starb noch vor Ort, sein Partner wurde ins Krankenhaus transportiert und überlebte. |
| Russel Peterson                           | 24. März 1998     | Peterson und eine weitere Person befanden sich in einer „Search and Rescue“-Übung auf Mount Charleston. Als der Officer die zweite Person auf einem gefrorenen Wasserfall sicherte, brach ein großes Eisstück aus diesem hinaus und fiel hinunter. Es verfehlte zwar den Kletterer, stürzte jedoch direkt auf den Kopf von Officer Russel Peterson, der sofort starb. |
| Sergeant Henry Prendes                    | 1. Februar 2006   | Der Sergeant wurde an diesem Tag zu einem Wohnsitz gerufen, in dem sehr laute Streitigkeiten wahrgenommen wurden. Als er diesen betrat, wurde er überfallen und mit einem Maschinengewehr erschossen. Als darauf weitere Officers zum Tatort fuhren, kam es zu einer Schießerei, bei der der Verdächtige getötet wurde. |
| Officer James Le'Treall Manor             | 7. Mai 2009       | Starb, als er auf dem Weg zu einem Einsatzort mit über 100 mph fuhr und dabei weder Sirene noch Blaulicht eingeschaltet hatte, woraufhin er mit einem weiteren Wagen kollidierte. |
| Officer Milburn Beitel                    | 8. Oktober 2009   | Als Officer Beitel einem Fahrzeug auswich, um einen Unfall zu vermeiden, überschlug sich sein Wagen. Sein Partner überlebte, er jedoch erlag am nächsten Morgen seinen Verletzungen. |
| Trevor A. Nettleton                       | 19. November 2009 | Als drei Personen, eine davon bewaffnet, versuchten, Nettleton in seiner Garage zu berauben, zog er seine Waffe und wurde erschossen. Bevor er starb, gelang es ihm, einen der Gruppe mit einem Schuss zu verletzen. Die Polizei zählte diesen Fall zu einem „Tod im Dienst“, weil er seine Dienstwaffe zog, um seine Familie zu verteidigen. |
| Corrections Officer Daniel Leach          | 21. November 2009 | Zwei Tage nach dem Tod von Officer Trevor A. Nettleton starb Daniel Leach infolge eines Autounfalls. |
| Search and Rescue Officer Dave Vanbuskirk | 22. Juli 2013     | Während der Durchführung der Bergung eines Zivilisten, der sich im Mount Charleston verirrt hatte, stürzte der Officer aus dem Helikopter hinab und starb. |
| Officer Igor Soldo und Officer Alyn Beck  | 8. Juni 2014      | Die beiden Officers fielen während ihrer Pause in einer Pizzeria einem Amoklauf von einem Ehepaar mit nationalsozialistischen Hintergründen zum Opfer. Nachdem das Ehepaar die Beamten mit mehreren Schüssen getötet hatte, hüllten sie diese mit einer Flagge mit der Aufschrift „Don’t tread on me“ ein, sowie einer Hakenkreuzflagge. Darauf stürmten sie einen Walmart, wo sie einen Zivilisten erschossen. Kurz darauf hatte die Polizei das Gebäude umstellt. Während der Schießerei wurden beide mehrfach getroffen. Letztendlich jedoch richtete die Frau, Amanda Miller, ihren Ehemann mit ihrer Waffe hin und beging anschließend Suizid. Siehe auch Amoklauf in Las Vegas 2014 |
| Officer Charleston Hartfield              | 1. Oktober 2017   | Officer Charleston Hartfield besuchte das Route 91 Harvest Musikfestival zusammen mit seiner Frau, als ein schwer bewaffneter Mann aus dem 32. Stock des Mandalay Bay Hotel & Casino Gewehrfeuer auf die Konzertbesucher eröffnete. Officer Hartfield versuchte so viele Menschenleben wie möglich zu retten, bis er selbst durch Schüsse tödlich verwundet wurde. Der Attentäter, Stephen Paddock, beging Suizid, nachdem sein Hotelzimmer vom LVMPD und vom SWAT umstellt war. Siehe auch Massenmord in Las Vegas 2017 |

## Das LVMPD in den Medien
Die bekannteste Rolle spielt die Polizei von Las Vegas in der US-amerikanischen Fernsehserie CSI: Vegas. Hauptsächlich zeigt die Serie die Tatortermittler der Polizeibehörde bei der Beweis- und Spurensicherung (englisch CSI-Crime Scene Investigation: „Tatortermittlung“). Auch wenn die Polizei von Las Vegas tatsächlich über solche Tatortermittler und ein CSI mit Laborarbeitern verfügt, geht deren Zuständigkeitsbereich in der Serie weit über die Realität hinaus.